# Дударь, Дмитрий Николаевич
Дми́трий Никола́евич Дударь (бел. Дзмітрый Мікалаевіч Дудар; род. 8 ноября 1991, Гродно) — белорусский футболист, вратарь клуба «Динамо-Брест».

## Клубная карьера
Воспитанник гродненской ДЮСШ Белкард и минского РГУОР, с 2008 года начал играть за дубль минского «Динамо». В 2010 году получил травму, из-за которой не играл в течение полугода. После восстановления от травмы с середины 2011 года выступал за гродненский «Белкард», в сезоне 2012 стал основным вратарём команды во Второй лиге. В сезоне 2013 был игроком светлогорского «Химика» в Первой лиге.
В марте 2014 года перешёл в брестское «Динамо», где стал вторым вратарем после Константина Руденка. Сезон 2015 начал в качестве дублера Валерия Фомичева, но после его ухода из команды в июне стал основным вратарем.
В январе 2016 года перешёл в микашевичский «Гранит». В июле 2016 года в связи с финансовыми проблемами «Гранита» покинул клуб и перешёл в «Слуцк», где в связи с травмой Артура Лесько стал основным вратарём. В сезоне 2017 чередовался в воротах слуцкой команды с Борисом Панкратовым.
В декабре 2017 года, оставив «Слуцк», подписал однолетний контракт с «Гомелем». В составе команды стал основным вратарём, вытеснив Олега Ковалёва. В декабре 2018 года продлил соглашение с гомельским клубом на сезон 2019. Однако, в сезоне 2019 выступал преимущественно за дублирующий состав, сыграл за основную команду только в одном матче. В июле 2019 года покинул гомельский клуб.
Вскоре присоединился к гродненскому «Неману», где закрепился в качестве основного вратаря. В январе 2021 года продлил контракт с клубом. В сезоне 2021 появлялся на поле нерегулярно, чередуясь в составе с Сергеем Курганским и Артуром Малиевским.
В январе 2022 года Дударь перешёл в жодинский «Торпедо-БелАЗ». В сезоне 2022 был основным вратарём команды. В марте 2023 года из-за запрета Министерства спорта и туризма не был включён в заявку «Торпедо-БелАЗ» на сезон и не принимал участия в официальных матчах команды. Вернулся в команду только в августе, но на поле не выходил, оставаясь на скамейке запасных. В декабре 2023 года по истечении контракта покинул жодинский клуб.
В январе 2024 года Дударь был официально допущен к профессиональному спорту в Беларуси комиссией при Генеральной прокуратуре. В июле 2024 года подписал контракт с «Динамо-Брест».

### Статистика
| Сезон    | Дивизион | Клуб                | Страна                    | Матчи | Голы |
| -------- | -------- | ------------------- | ------------------------- | ----- | ---- |
| 2008     | дубль    | Динамо (Минск)      | Флаг Беларуси (1995—2012) | 2     | -0   |
| 2009     | дубль    | Динамо (Минск)      | Флаг Беларуси (1995—2012) | 16    | -11  |
| 2010     | дубль    | Динамо (Минск)      | Флаг Беларуси (1995—2012) | 13    | -4   |
| 2011 (2) | Д2       | Белкард (Гродно)    | Флаг Беларуси (1995—2012) | 11    | -21  |
| 2012     | Д3       | Белкард (Гродно)    | Флаг Беларуси             | 34    | -45  |
| 2013     | Д2       | Химик (Светлогорск) | Флаг Беларуси             | 21    | -18  |
| 2014     | Д1       | Динамо-Брест        | Флаг Беларуси             | 4     | -8   |
| 2015     | Д1       | Динамо-Брест        | Флаг Беларуси             | 18    | -33  |
| 2016 (1) | Д1       | Гранит (Микашевичи) | Флаг Беларуси             | 14    | -14  |
| 2016 (2) | Д1       | Слуцк               | Флаг Беларуси             | 14    | -11  |
| 2017     | Д1       | Слуцк               | Флаг Беларуси             | 15    | -17  |
| 2018     | Д1       | Гомель              | Флаг Беларуси             | 22    | -17  |
| 2019 (1) | Д1       | Гомель              | Флаг Беларуси             | 1     | -3   |
| 2019 (2) | Д1       | Неман               | Флаг Беларуси             | 14    | -16  |
| 2020     | Д1       | Неман               | Флаг Беларуси             | 19    | -17  |
| 2021     | Д1       | Неман               | Флаг Беларуси             | 9     | -12  |
| 2022     | Д1       | Торпедо-БелАЗ       | Флаг Беларуси             | 26    | -23  |
| 2023     | Д1       | Торпедо-БелАЗ       | Флаг Беларуси             | 0     | 0    |
| 2024     | Д1       | Динамо-Брест        | Флаг Беларуси             | 0     | 0    |

### Международная
Провёл 2 матча за молодёжную сборную Беларуси на международном турнире в Португалии.

## Достижения
«Торпедо-БелАЗ»
- Обладатель Кубка Беларуси: 2022/23